# Shahgarh
Shahgarh é uma cidade e uma nagar panchayat no distrito de Sagar, no estado indiano de Madhya Pradesh.

## Geografia
Shahgarh está localizada a 24° 19′ N, 79° 08′ L. Tem uma altitude média de 411 metros (1 348 pés).

## Demografia
Segundo o censo de 2001, Shahgarh tinha uma população de 14 585 habitantes. Os indivíduos do sexo masculino constituem 52% da população e os do sexo feminino 48%. Shahgarh tem uma taxa de literacia de 62%, superior à média nacional de 59,5%: a literacia no sexo masculino é de 69% e no sexo feminino é de 53%. Em Shahgarh, 18% da população está abaixo dos 6 anos de idade.